# Учение «Тюльпан»

Траектория полёта ракеты во время учения «Тюльпан».

Учение «Тюльпан» — учение Ракетных войск стратегического назначения, проведённое в СССР 8 сентября 1962 года. В ходе учения испытывалась баллистическая ракета средней дальности Р-14У с термоядерным зарядом. Ракета была запущена с полевой позиции в районе станции Ясная (Забайкальский край) по Новоземельскому полигону. Дальность стрельбы составила 3740 км. Ядерный взрыв произошёл в районе опытного поля Д-2 на высоте 1725 м, энерговыделение взрыва составило 1,9 Мт. Учение было проведено за месяц до Карибского кризиса. Руководитель учений — генерал-майор Ф. П. Тонких.